# Магнитно-абразивная обработка
Магнитно-абразивная обработка (МАО) (англ. magnetic-abrasive machining, нем. Magnetschleifbearbeitung) — абразивная обработка, осуществляемая при движении заготовки и абразивных зерен относительно друг друга в магнитном поле (согласно ГОСТ 23505-79 «Обработка абразивная. Термины и определения»).
Сущность магнитно-абразивной обработки заключается в том, что порошковая ферромагнитная абразивная масса, уплотненная энергией магнитного поля, осуществляет абразивное воздействие на обрабатываемую деталь.
Магнитно-абразивным способом можно успешно обрабатывать поверхности: цилиндрические наружные и внутренние, плоские, тел вращения с криволинейной образующей, винтовые и др.
Наиболее распространенной областью применения магнитно-абразивной обработки является снижение шероховатости на обрабатываемых поверхностях с одновременным повышением качественных характеристик поверхностного слоя.

## История развития технологии МАО
Идея использования энергии магнитного поля для механической обработки деталей принадлежит Н. И. Каргалову, который в 1938 г. предложил способ обработки внутренних поверхностей труб абразивным порошком, обладающим ферромагнитными свойствами.
В 1956—1959 гг. был зарегистрирован ряд патентов в США, Франции и др. странах на способы и устройства для магнитно-абразивной обработки свободным абразивным порошком в переменном, циклически меняющем полярность магнитном поле.
В 1960—1961 гг. в СССР две группы исследователей под руководством В. А. Шальнова и В. Н. Верезуба предложили способы абразивной обработки в поле электромагнита на постоянном токе плоских поверхностей из немагнитного материала.
В 1962 г. Г. С. Шулев предложил обрабатывать в поле постоянного электромагнита порошками, обладающими магнитными и абразивными свойствами, наружные цилиндрические поверхности на деталях типа тел вращения. Первые экспериментальные исследования магнитно-абразивной обработки были выполнены в СССР в 1960—1965 гг. В. Н. Верезубом, В. А. Шальновым, Е. Г. Коноваловым.
Общие теоретические положения, физические основы и технологические особенности технологии при обработке различного типа деталей получили первое описание в работах Е. Г. Коновалова, Г. С. Шулева, А. М. Штейнберга, Ю. М. Барона, выполненных в 1960—1970 гг., а также в 1970—1980 гг. в работах Л. К. Минина, В. И. Ждановича, Л. М. Кожуро, А. А. Кособуцкого, Н. Я. Скворчевского, Л. Н. Кравченко, Н. С. Хомича — в Физико-техническом институте АН БССР, В. М. Панченко — в Брянске, Ю. С. Кочура — в Москве.
С 1980-х годов исследованиями в области магнитно-абразивной обработки начали заниматься и в других странах (Япония, Болгария).
В СССР в 1980-е — начале 1990-х годов исследованиями в области магнитно-абразивной обработки занимаются в основном научные коллективы Минска (Скворчевский Н. Я., П. И. Ящерицын, Чачин В. Н., Сакулевич Ф. Ю., Хомич Н. С., Кудинова Э. Н., Абрамов В. И., Кульгейко М. П., Романюк С. И., Михолап С. В., Лепший А. П., Али Хусейн Кадхум ) и Ленинграда (Барон Ю. М., Приходько С. П., Кобчиков В. С., Нестеров В. М., Желтобрюхов Е. М.).
В 1990-е годы магнитно-абразивной обработкой занимаются коллективы научных подразделений Физико-технического института НАН Беларуси, БНТУ, научно-инженерного предприятия «Полимаг» (Беларусь). Разработаны и реализованы теоретические и практические задачи полирования в магнитном поле цилиндрических и сферических поверхностей изделий, работающих, преимущественно, в узлах трения машин и механизмов. Поисковые исследования показали перспективность применения магнитно-абразивной обработки для подготовки поверхностей изделий перед операциями сварки и нанесения покрытий.
В последние годы проводятся исследования по магнитно-абразивной обработке поверхностей прецизионных деталей электроники, оптики и лазерной техники (УП "Полимаг". Дата обращения: 14 декабря 2010. Архивировано 5 апреля 2012 года., MATI (США)).
В последнее десятилетие технология магнитно-абразивной обработки получила развитие во многих странах мира. Исследованиями в этой области занимаются научные коллективы различных университетов и компаний:
- Беларусь:

```
- УП "Полимаг" (Н.С. Хомич
[
40
]
 и др.)

- 
БНТУ

- Физико-технический институт НАН Беларуси
- Белорусский государственный аграрный технический университет (БГАТУ) (Акулович Л.М., Сергеев Л.Е. и др.)
```

- Индия:

```
- Индийский технологический институт (В. Джайн (V.K. Jain), Д. Сингх (Dhirendra K. Singh), В. Рагхурам (V. Raghuram), П. Кумар (Prashant Kumar) и др.)
```

- Иран:

```
- Технологический университет «Туси» (М. Вахдати (M.Vahdati), Э. Садеджиния (E.Sadeghinia), А. Шокухфар (A.Shokuhfar))
```

- Китай:

```
- Гуандунский технологический университет, провинция 
Гуандун
 (Ян Ц.-с. (Q. S. Yan), Гао В.-ц. (W. Q. Gao) и др.)
- Китайский университет Цзи Лян, провинция 
Чжэцзян
 (Сюй Л.-цз., L. J. Xu)
- Ляонинский университет науки и технологии, провинция 
Ляонин
 (Чэнь Я. (Y. Chen), Янь Ф. (F. Yan), Чжу Ц.-ц. (C. Q. Zhu) и др.)
- Тайюаньский технологический университет, провинция 
Шаньси
 (Чэн Хунлин (Cheng Hongling), Ли Вэньхуэй (Li Wenhui), Ян Шичунь (Yang Shichun), Яо Синьгао (Xingao Yao), Дин Яньхун (Yanhong Ding) и др.)
- Чанчуньский университет науки и технологии, провинция 
Гирин
 (Чжан Шужэнь (Shuren Zhang), Ян Лифэн (Lifeng Yang), У Госян (Guoxiang Wu) и др.)
- Чжэцзянский технологический университет, провинция 
Чжэцзян
 (Цзи Шимин (Shiming Ji), Чэнь Года (Guoda Chen) и др.)
- Университет Хуа Чао, провинция 
Фуцзянь
 (Фан Цз.-ц. (J.C. Fang), Чжао Цз. (Z.Y. Zhao) и др.)
- Хунаньский университет Юэлушань, провинция 
Хунань
 (Инь Шаоху\й (Shaohui Yin) и др.)
- Шанхайский транспортный (Цзяотун) университет, город Шанхай (Ван Янь (Yan Wang), Ху Дэцзинь (Dejin Hu))
- Шэньянский Северо-Восточный университет, провинция 
Ляонин
 (Сунь (Y. P. Sun), Юань С.-с. (S. X. Yuan), Фэн Б.-ф. (B.F.Feng), Цай Г.-ц. (G.Q.Cai), Ши Цз.-с. (J.S.Shi), Ху Г.-ф. (G. F.Hu) и др.)
```

- Россия:

```
- 
СПбГПУ
 (Ю. М. Барон)
- 
ОГТУ
 (В. А. Литвиненко)
– Горный университет (Кексин А.И., Попов М.А.)
- 
АГТУ
 (Иконников А.М.
[
41
]
)
```

- Румыния:

```
- Трансильванский университет (Т. Дяконеску (Т. Deaconescu), А. Дяконеску (А. Deaconescu) и др.)
```

- США:

```
- г. Канзас (Л. Гиллеспи (LaRoux K. Gillespie))
- Компания MATI (Г. Кремень (G. Kremen))
[
42
]
[
43
]
[
44
]
[
45
]
[
46
]
, Л. Игельштейн (L. Igelshteyn)
[
47
]
, С. Фейгин (S. Feygin)
[
48
]
 и др.)
- Государственный Университет Оклахомы (Мин Цзян (Ming Jiang), Р. Командури (R.Komanduri))
```

- Тайвань:

```
- Национальный центральный университет в Чунли (Чан Гэнвэй (Geeng-Wei Chang), Янь Бинхуа (Biing-Hwa Yan), Чэн Цунжэнь (Tsung-Jen Cheng))
```

- Украина:

```
- 
КПИ
 (В.С. Майборода и др.)
- 
ДонНТУ
 (Матюха П.Г., Гусев В.В. и др.)
```

- Южная Корея:

```
- Корейский институт передовой науки и технологий (Чхве Минсок (Min-Seog Choi))
- Национальный университет Пугён, Пусан (Ли Джунъин (Jung-In Lee), Квак Джэсоп (Jae-Seob Kwak), Кан Дэмин (Dae-Min Kang) и др.)
- Университет Конгук (Ко С.-л. (S.-L. Ko), Пак Ч.-и. (J. I. Park))
- Университет Мёнджи (Ким Хинам (Hee-Nam Kim), Со Дихва (Dea-Wha Soh))
- Университет Сеён (Ким Джонду (Jeong-Du Kim))
```

- Япония:

```
- Университет Утсуномия (Т. Симмура (Takeo Shinmura), Я. Дзоу (Y. Zou), Х. Ямагути (Hitomi Yamaguchi), А. Кобаяси (A. Kobayashi))
- Политехнический колледж в Канто (Х. Фудзита (Hideki Fujita))
- Университет Яманаси (О. Сигиура (O. Sigiura))
- Нагойский университет (Т. Мори (T. Mori), К. Хирота (K. Hirota) и др.)
- М. Андзай (Masahiro Anzai),  Т. Имахаси (T. Imahashi)
[
49
]
 и др.
```

## Классификация схем МАО
Классификация по трём признакам:
- Функциональное назначение
  - I — магнитное поле формирует из порошковой ферромагнитной абразивной массы режущий инструмент с управляемой жесткостью и создает силы резания;
  - II — магнитное поле формирует из порошковой ферромагнитной абразивной массы режущий инструмент с управляемой жесткостью, создает силы резания и сообщает режущему инструменту движения резания;
  - III — магнитное поле сообщает силы и движения резания несформированной массе ферромагнитного абразивного порошка;
  - IV — магнитное поле сообщает необходимые для резания движения непосредственно заготовке или абразивному инструменту;
  - V — магнитное поле в зоне обработки интенсифицирует или улучшает качественные характеристики существующих абразивных способов обработки.
- Форма обрабатываемых поверхностей
  - А — схемы обработки наружных поверхностей вращения;
  - Б — схемы обработки внутренних поверхностей вращения;
  - В — схемы обработки плоскостей и линейчатых фасонных поверхностей;
  - Г — схемы обработки трехмерных фасонных поверхностей.
- Тип используемого магнитного индуктора
  - 1 — схемы с электромагнитными индукторами постоянного тока;
  - 2 — схемы с электромагнитными индукторами переменного тока;
  - 3 — схемы с электромагнитными индукторами трехфазного тока;
  - 4 — схемы с индукторами на постоянных магнитах.

Схемы МАО I группы:
а) Обработка наружных цилиндрических или фасонных поверхностей вращения (рисунок 1а). Для этого заготовку 1 помещают между полюсами электромагнита постоянного тока. Зазоры между полюсами 2 и обрабатываемой поверхностью заполняют магнитно-абразивным порошком 3. При этом образуется своеобразный абразивный инструмент, копирующий форму обрабатываемой поверхности. Жесткостью этого инструмента можно управлять, изменяя напряженность магнитного поля в рабочих зазорах. Магнитное поле удерживает порошок в зазорах и прижимает его к обрабатываемой поверхности. Необходимые для обработки движения резания — вращение и осцилляция заготовки вдоль оси.
б) Обработка наружных цилиндрических и фасонных поверхностей вращения небольших диаметров с консольным закреплением заготовок (рисунок 1б). Обработке одновременно подвергают несколько заготовок 5, каждая из которых закреплена в отдельном шпинделе. Кольцевая ванна 4 выполнена из немагнитного материала и заполнена магнитно-абразивным порошком. По внутреннему и наружному периметрам ванны размещены полюсы электромагнитов противоположной полярности. При их включении порошок образует внутри ванны абразивную среду с регулируемой жесткостью. Заготовкам сообщают три рабочих движения: вращение вокруг собственных осей, осцилляцию вдоль оси и перемещение вдоль средней окружности кольцевой ванны.
в) Обработка винтовых поверхностей (рисунок 1в). Заготовку помещают внутрь цилиндрической немагнитной камеры 9, укрепленной между полюсами электромагнита 8 постоянного тока, который при включении сообщает магнитно-абразивной порошковой массе внутри камеры заданную жесткость. При вращении заготовки 10 полируемая резьба, как шнек, стремится вытеснить магнитно-абразивный порошок из камеры, а полированию преимущественно подвергается одна сторона профиля резьбы. Для обработки второй стороны профиля изменяют направление вращения заготовки 10. Одновременно изменяется направление движения порошка.
г) Доводка рабочей поверхности резца (рисунок 1г). Электромагнит 12 служит для удерживания магнитно-абразивного порошка 13 между полюсами и для изменения его жесткости синхронно с вертикальными осцилляциями резца. При движении резца вверх электромагнит включается, при движении вниз — выключается. Такая синхронизация включений-выключений необходима для предотвращения затупления режущих кромок резца.
д) Обработка внутренней поверхности немагнитного тонкостенного контейнера (рисунок 1д). Порция магнитно-абразивного порошка 15 силами магнитного поля, наведенного электромагнитом 16, прижата к обрабатываемой поверхности и удерживается от вращения вместе с обрабатываемой деталью.
Схемы МАО II группы:
а) Обработка наружных поверхностей вращения (рисунок 2а). Осцилляция полюсных наконечников сообщает силами магнитного поля дополнительные движения магнитно-абразивному порошку в рабочих зазорах взамен осцилляции заготовки. Такая схема эффективна при магнитно-абразивной обработке на токарных станках, где для шпинделя не предусмотрено осциллирующее вдоль оси движение, а также при обработке массивных заготовок.
б) Обработка плоскостей с помощью индуктора на постоянных магнитах (рисунок 2б). На рабочей торцевой поверхности индуктора 2 по кольцу расположены чередующиеся полюсники и постоянные магниты. Магнитно-абразивный порошок, закрепленный силами магнитного поля на торцевой поверхности индуктора, вращается вместе с индуктором и производит полирование поверхности поступательно движущейся заготовки 1.
в) Обработка линейчатой фасонной поверхности (рисунок 2в). На заготовке 3 с помощью осциллирующего индуктора 4 на постоянных магнитах, сообщающего силы резания и осцилляции зернам магнитно-абразивного порошка, размещенного в рабочем зазоре.
г) Обработка наружной сферической поверхности (рисунок 2г)(а.с. 531715 СССР). Магнитное поле в рабочих зазорах наводится электромагнитом 5 постоянного тока. Обработка осуществляется при вращении заготовки 6 и полюсных наконечников 7; последние передают вращение магнитно-абразивному порошку 8 в рабочих зазорах.
д) Обработка внутренних беговых дорожек на кольцах шарикоподшипников (рисунок 2д)(а.с. 20444 НРБ). Осуществляется при введении внутрь обрабатываемого кольца 9 — вращающегося полюса 10 электромагнита 11 с удерживающимся на периферии его полюса магнитно-абразивным порошком.
е) Обработка внутренних поверхностей труб с помощью вращающегося электромагнита (рисунок 2е)(а.с. 21083 НРБ, а.с. 657978 СССР). Электромагнит имеет несколько секций катушек 12, размещенных в пазах корпуса 13. При этом кольцевые участки 14 становятся противоположно заряженными полюсами, удерживают на себе магнитно-абразивный порошок и передают ему рабочее вращательное движение. Дополнительно электромагнит перемещается вдоль оси трубы, увлекая за собой магнитно-абразивный порошок в рабочих зазорах.
Схемы МАО III группы:
а) Обработка внутренних поверхностей труб (рисунок 3а)(а.с. 55507 СССР). Помещают в трубу 1 магнитно-абразивный порошок 2 и заставляют его вращаться с помощью вращающегося магнитного поля, созданного трехфазным электромагнитным индуктором 3.
б) Обработка поверхностей произвольной формы (рисунок 3б). Заготовку 4 произвольной формы закрепляют внутри немагнитного контейнера 5, окруженного электромагнитами 6. При поочередных импульсных включениях электромагнитов масса магнитно-абразивного порошка 7 перемещается внутри контейнера по направлению к включенному в данный момент электромагниту.
в) Обработка нижней поверхности листового материала (рисунок 3в). Листовой материал 8, протягивается между электромагнитом 9 и контейнером 10, содержащим магнитно-абразивный порошок 11 (Пат. 1507495 Франция).